# Galium salsugineum
Galium salsugineum är en måreväxtart som beskrevs av Porphyriy Nikitich Krylov och Lydia Palladievna Sergievskaya. Galium salsugineum ingår i släktet måror, och familjen måreväxter. Inga underarter finns listade i Catalogue of Life.